# アブハジア鉄道
アブハジア鉄道(アブハズ語: Аҧсны Аихамҩа, ロシア語: Абхазская железная дорога)はアブハジアにおいて鉄道を運行する事業者であり、ロシア鉄道により管理されている。

## 概要
全長は101 kmであり、黒海沿岸に線路を有する。軌間は1,520 mmであり、ロシア鉄道北カフカース鉄道支社に接続する。アブハジア紛争が深刻化する1992年まではジョージア方面にも接続していた。
2016年時点ではモスクワとスフミを結ぶ長距離列車のほか、アドレル - ガグラ間にも近郊列車が運行されている。
また、2021年には、ガグラ - ソチ - トゥアプセ間で運行される927/928号「ソチ」観光列車の定期運行が再開された。列車は青と白の独自塗装で、客車は70年代から80年代風の内装で運行されている。車内の設備としては、エアコン、バイオトイレ、220 Vコンセント、各機器の充電用USBポートなどが設置され、食堂車とバーカーが併設されている。この観光列車は、南カフカース鉄道のトゥアプセ車両基地に配属されたVL10型直流電気機関車によって常時運転されている。機関車は列車と同じ塗装が施され、この塗装は旅客列車を牽引する機関車専用である。
2023年6月9日にはラスタチカがソチ - ガグラ間の列車に投入された。

## 歴史
ソビエト連邦の解体によりコーカサス地方の鉄道網は各国に分割され、イングリ川以西の区間はアブハジア鉄道の管理下となった。イングリ川に架かる橋梁は1992年8月14日に爆破され、ジョージアとの間の鉄路は寸断された。また、1990年代を通してロシアとの間の列車運行も休止されたことからアブハジアの鉄道網は孤立するに至った。
2002年12月25日にソチ - スフミ間の列車の運行が再開され、ジョージア政府から非難の声が挙がった。ロシアからの観光客増加の影響もあり、プソウ川 - スフミ間の線路がロシア主導で修復され、2004年9月10日にはモスクワ - スフミ間を結ぶ直通列車の運行が再開された。
1993年時点ではオチャムチラ - スフミ、ソチ - スフミ、トゥクヴァルチェリ - スフミ、グダウタ - スフミ間などにエレクトリーチカが運行されていたが、2007年までに運行が休止された。アドレル - ガグラ間の列車は2010年6月26日に運行が再開された。
2016年現在、モスクワ - スフミ間の列車は夏季は1日1便、冬季は週2便である。夏季にはこのほかベルゴロドおよびサンクトペテルブルクからの列車も運行される。